# Nakajima (Automarke)
Nakajima war eine japanische Automarke.

## Markengeschichte
1931 wurde erstmals über ein Fahrzeug dieser Marke berichtet Soweit bekannt, blieb es bei Prototypen.
Das Unternehmen Nakajima Seisakusho begann 1937 mit der Serienproduktion von Automobilen. Der Markenname lautete Nakajima. Das Ministerium für Handel und Industrie förderte es. Der Vertrieb blieb auf Japan beschränkt. 1940 endete die Produktion. Die Produktionszahl blieb gering.

## Fahrzeuge
Im Angebot standen ausschließlich Elektroautos. Sie hatten Elektromotoren, deren Leistung nicht überliefert ist. Die Batterien der Serienfahrzeuge kamen von Yuasa Battery.
Das Modell von 1931 war ein Lastkraftwagen.
Von 1937 bis 1938 gab es ein Pkw-Modell. Es war eine Limousine mit zwei Türen. Das äußere Erscheinungsbild war das eines Fahrzeugs mit Ottomotor, ganz im Gegensatz zu den Modellen von Denka und Nagoya.
Zwischen 1938 und 1940 standen ein kleiner Lastkraftwagen und ein Lieferwagen im Sortiment. Es waren Frontlenker. Die Batterien waren den Bildern nach in Unterflurbauweise zwischen den Achsen angeordnet.